# We Wish You a Merry Christmas
"We Wish You a Merry Christmas" ("Nós desejamos a você um Feliz Natal" / "Desejamos-lhe um Feliz Natal" em português) é uma cantiga de natal inglesa popular da região do West Country na Inglaterra.

## História
Em 1935, o Oxford University Press publicou um coral arranjado de quatro partes de Arthur Warrell sob o título "A Merry Christmas", descrevendo a peça como uma "Canção Tradicional de West Country". O arranjo de Warrell é notável pelo uso do "Eu" em vez de "Nós" na letra; a primeira linha é "Eu te desejo um Feliz Natal". Posteriormente, foi republicado na coleção Carols for Choirs (1961), e continua a ser amplamente executada.
O surgimento da cantiga não é claro. Não está presente nas coleções de Davies Gilbert (1822 e 1823)  e William Sandys (1833), bem como nas grandes antologias de Sylvester (1861) e Husk (1864). Também não se encontra no The Oxford Book of Carols (1928). No abrangente New Oxford Book of Carols (1992), os editores Hugh Keyte e Andrew Parrott a descrevem como "Inglesa tradicional", embora nenhuma fonte ou data é dada.

## Origem
A saudação "um Feliz Natal e um feliz Ano Novo" é datado a partir de 1740. O costume inglês de fazer a saudação dentro ou fora das casas em troca de comida e bebida é ilustrado no conto  The Christmas Mummers (1858) de Charlotte Yonge, em que um grupo de rapazes correm para a porta de um fazendeiro e cantam:

Desejo-lhe um Feliz Natal

e um Feliz Ano Novo

Uma despensa cheia de carne assada

e barris cheios de cerveja.

A origem desta canção de Natal encontra-se na tradição inglesa, onde as pessoas ricas da comunidade davam guloseimas de Natal para os músicos na véspera de Natal, como "pudim figgy" que era muito parecido com pudins de Natal modernos. Uma variedade de fontes do século XIX afirmam que, na região oeste da Inglaterra, "pudim figgy" se refere a um pudim de uva-passa ou ameixa, não necessariamente contendo figos.

## Letra
We wish you a merry Christmas,

We wish you a merry Christmas,

We wish you a merry Christmas

And a happy New Year.

Good tidings we bring

To you and your kin;

We wish you a merry Christmas

And a happy New Year!

2

Oh, bring us some figgy pudding,

Oh, bring us some figgy pudding,

Oh, bring us some figgy pudding,

And bring it right here.

Good tidings we bring

To you and your kin;

We wish you a merry Christmas

And a happy New Year!

3

we won't go till we get some,

We won't go till we get some,

we won't go till we get some,

So bring it right here.

Good tidings we bring

To you and your kin;

We wish you a merry Christmas

And a happy New Year!

4

we all like our figgy pudding,

We all like our figgy pudding,

we all like our figgy pudding,

With all it's good cheers

Good tidings we bring

To you and your kin;

We wish you a merry Christmas

And a happy New Year.

We wish you a merry Christmas

We wish you a merry Christmas

We wish you a merry Christmas

And a happy New Year!

### 1ª versão
REFRÃO:

We wish you a Merry Christmas

We wish you a Merry Christmas

We wish you a Merry Christmas

And a Happy New Year!

Good tidings we bring

To you and your kin

We wish you a Merry Christmas

And a Happy New Year!

We wish you a Merry Christmas

We wish you a Merry Christmas

We wish you a Merry Christmas

And a Happy New Year!

(Algumas versões usam  "glad tidings" em vez de "good tidings")

Now bring us some figgy pudding,

Now bring us some figgy pudding,

Now bring us some figgy pudding,

And bring some out here

REFRÃO

For we all like figgy pudding,

We all like figgy pudding,

For we all like figgy pudding,

So bring some out here

REFRÃO

And we won't go until we've got some

We won't go until we've got some

We won't go until we've got some

So bring some out here

REFRÃO

### 3ª versão
We wish you a Merry Christmas

We wish you a Merry Christmas

We wish you a Merry Christmas

and a Happy New Year.

REFRÃO

Good tidings we bring for you and your kin,

Good tidings for Christmas and a Happy New Year.

Oh bring us some figgy pudding (x3)

and bring it right here.

REFRÃO

And we won't go until we've got some (x3)

so bring some out here.

REFRÃO

It's a season for music (x3)

and a time of good Cheer.

REFRÃO

### 4ª versão
We wish you a Merry Christmas

We wish you a Merry Christmas

We wish you a Merry Christmas

and a Happy New Year.

REFRÃO

Good tidings to you, where ever you are

Good Tidings at Christmas and a Happy New Year

(A primeira linha do refrão também pode ser dita "Good tidings we bring, to you of good cheer")

Now bring us some figgy pudding

Now bring us some figgy pudding

Now bring us some figgy pudding

and bring it right here

REFRÃO

now bring some tea and breakfast

now bring some tea and breakfast

now bring some tea and breakfast

and bring it right here

REFRÃO

Christmas time is coming,

Christmas time is coming

Christmas time is coming

It soon will be here

REFRÃO